# Palacio Moika
El palacio Moika o palacio Yusúpov (en ruso: Дворец Юсуповых на Мойке, literalmente el palacio de los Yusúpov sobre el río Moika) fue la principal residencia en San Petersburgo, Rusia de la Casa de Yusúpov. En este edificio fue asesinado Grigori Rasputin en 1916 por varios miembros de la corte incluido el príncipe Félix Yusúpov.

## Historia
El palacio fue construido hacia 1770 por el arquitecto francés Jean-Baptiste Vallin de la Mothe. A lo largo de los años diversos arquitectos de renombre le hicieron ampliaciones y modificaciones al palacio, siendo conocido por su mezcla de estilos arquitectónicos. A. Mijáilov reconstruyó el edificio en la década de 1830 cuando los Yusúpov lo adquirieron. Es en esta época que se le dio la apariencia moderna que se observa en la actualidad. 

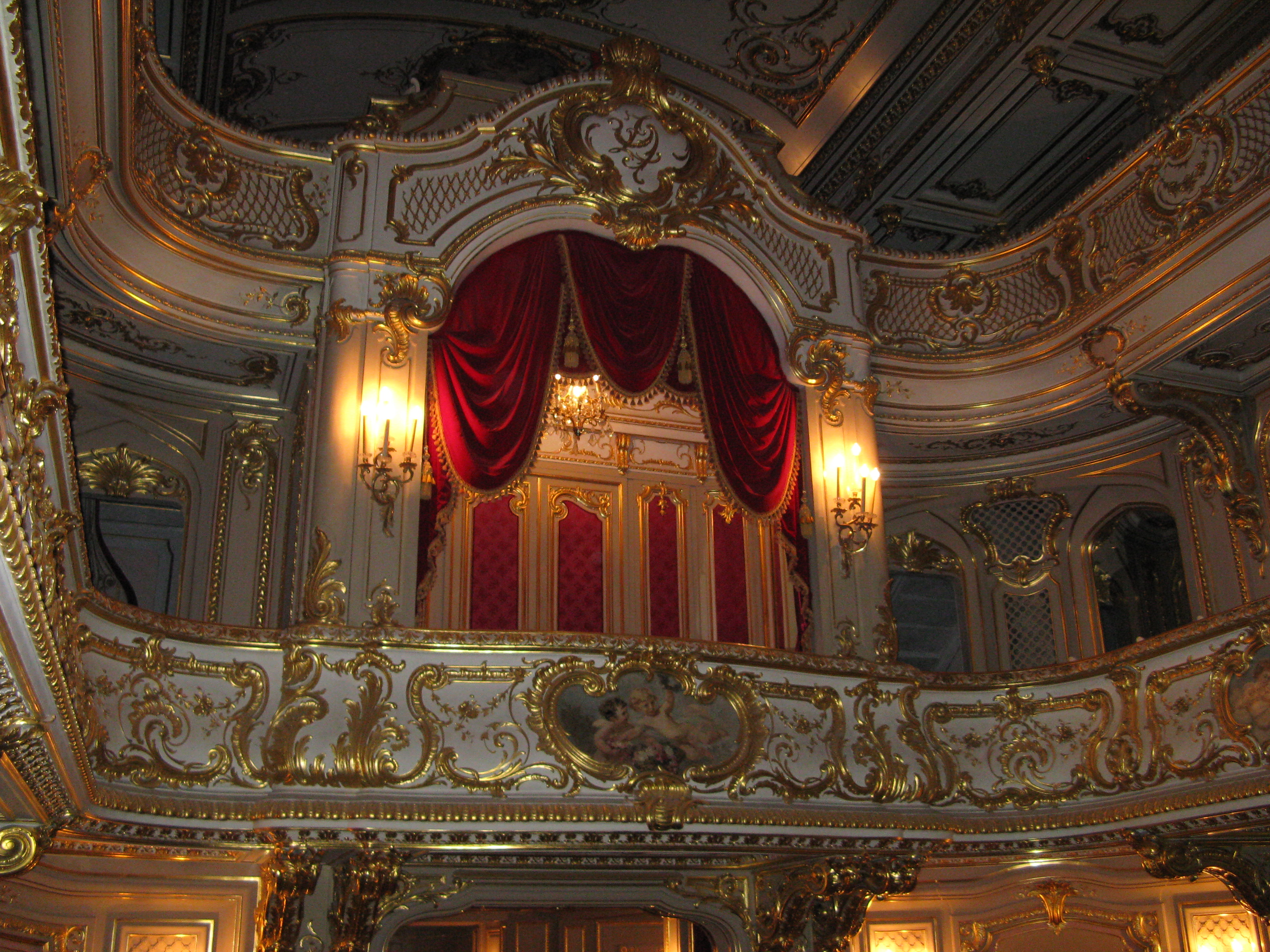
El teatro del palacio.

Desde 1830 hasta 1917, el palacio perteneció a la casa de los Yusúpov, una familia de nobles rusos con una riqueza inmensa, famosos por su filantropía y colecciones de arte. Durante la época de la Rusia Imperial, el palacio era denominado el Palacio Yusúpov.
Su decoración interior y lujos no le iban a la zaga de lo que se observaba por esa época en los palacios reales, y alojaba más de 40 000 obras de arte, incluyendo obras de Rembrandt, joyas y esculturas. La colección Yusúpov fue nacionalizada después de la Revolución de 1917 y trasladada al Hermitage y otros museos.

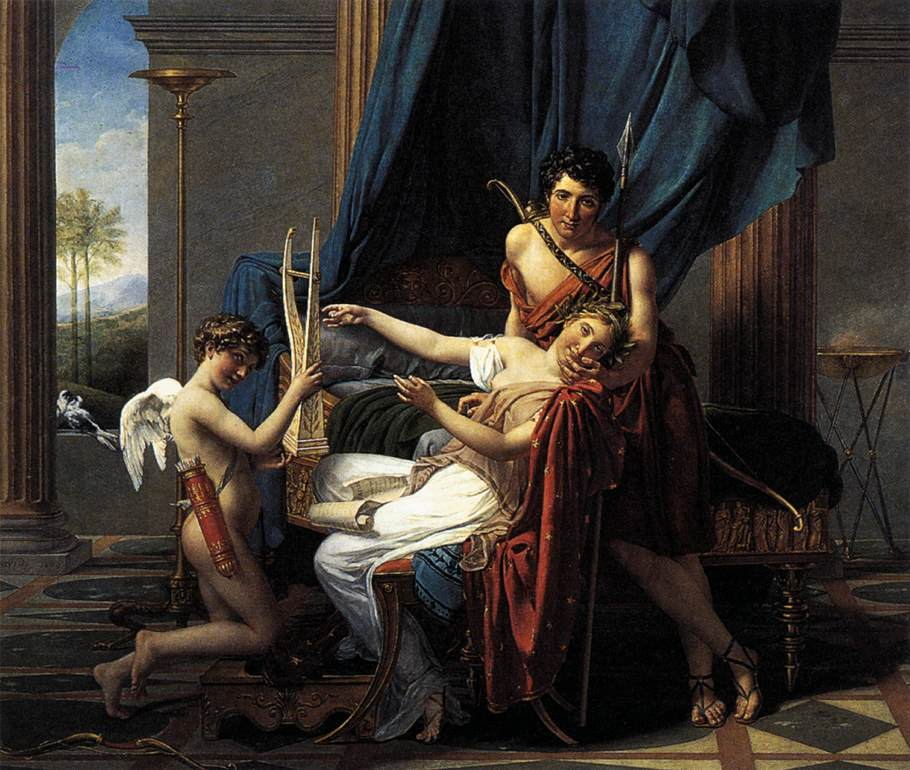
Safo y Faón. Pintura obra de Jacques-Louis David de la colección Yusúpov en el palacio Moika.

Ya en los primeros mapas de San Petersburgo había un palacio de madera en este lugar, pequeño en ese momento, y propiedad de la princesa Praskovya Ivanovna (sobrina de Pedro I ).
En 1726, la finca fue donada por el regimiento de la princesa Semyonovsky, que permaneció allí hasta 1742; luego fue comprada por el general P.I. Shuvalov, un noble influyente de Isabel I.
En el grabado de MI Makhaev "Vista desde el canal Kryukov hasta el río Moika con la imagen del palacio de PI Shuvalov" (1757-1759) junto al palacio de Shuvalov, se nota en la imagen una estructura de dos pisos del futuro Palacio Yusupov.
En la década de 1770, comenzó la construcción de un edificio moderno diseñado por Jean-Baptiste Wallen-Delamot para el conde Andrei Petrovich Shuvalov.
La apariencia del palacio era significativamente diferente a la actual: solo había dos pisos en los salientes laterales, desde el lado del Moika había un arco de entrada que conducía al patio; la entrada principal del palacio era desde ese patio. Las puertas triunfales, un arco (del lado de la calle Dekabristov) y una valla de siete metros de altura con una columnata clásica, se han conservado sin cambios desde aquellos tiempos.
En 1789, después de la muerte de Shuvalov, la casa pasó a su hija Alejandra y su hijo Pablo.
En 1795, Catalina II compró la propiedad en el tesoro y se la entregó a la sobrina de G.A. Potemkin, la condesa A.V. Branitskaya, en ese momento su amiga íntima:
"	La casa en San Petersburgo, que se encuentra en el río Moika, que fue comprada por nuestro testamento a los herederos del difunto consejero verdaderamente secreto, el Conde A.A. Shuvalov, fue otorgada a nuestra Señora del Estado condesa Branitskaya en posesión hereditaria eterna, ordenando que esa casa le fuera entregada a ella con todo el atuendo ...	"
En 1830, el palacio fue adquirido por Boris Nikolayevich Yusupov por 250 mil rublos en billetes de una anfitriona anterior de edad avanzada "con todos los accesorios que están en la cara". Desde entonces hasta 1917, el palacio fue propiedad de cinco generaciones sucesivas de príncipes Yusupov. El palacio se hizo conocido como el "Palacio Yusupov", aunque era solamente uno de los 57 palacios de Rusia que poseían.
Se llevó a cabo una importante reestructuración desde 1830 hasta 1838 (arquitecto A. A. Mikhailov):
Las proyecciones laterales se convirtieron en tres pisos.
Se erigió un nuevo edificio con el Salón de la Columna Blanca (para banquetes) en el lado este.
Las alas se conectaron para crear galerías de arte y un teatro privado barroco.
Se construyeron nuevos invernaderos y un pabellón en el jardín.
Se dispuso un jardín.
La escalera principal se construyó desde el lado del Moika.
Se crearon los salones de Baile, el Verde, el Imperial y el Azul.
Durante la reestructuración, maestros italianos trabajaron en los interiores, incluidos A. Vigi y B. Medici.
En 1832 - 1834, el arquitecto Mikhailov también amplió el palacio con una extensión a lo largo del lado oriental de otro edificio, que contenía cinco salas y un teatro.
En 1881, el arquitecto A.D.Schilling construyó la Iglesia de la Intercesión en el palacio (no ha sobrevivido).
En 1890 - 1916, una gran restauración del interior del palacio fue llevada a cabo bajo la dirección del arquitecto A. A. Stepanov. A principios de la década de 1890, se instalaron en el palacio electricidad, conexión al alcantarillado y agua corriente, calefacción central (agua caliente), se reconstruyó el teatro y se creó la sala de estar morisca. En 1914, se crearon el Gran Salón y el Comedor.
El palacio es especialmente famoso por las acciones de Félix Yusúpov, el último príncipe que lo habitó. Se cree que su fortuna excedía aun a la del mismísimo zar de Rusia. En Rusia, Yusúpov era propietario de 57 palacios, incluido cuatro palacios en San Petersburgo. El palacio sobre el río Moika era la residencia favorita del príncipe cuando estaba en la capital. 
Existen ciertas diferencias de opinión sobre los eventos en los que muere Rasputin. De acuerdo a los Yusúpov, en la noche del 16 de diciembre de 1916, Félix Yusúpov junto con el Gran Duque Dmitri Pávlovich de la Casa de Románov, invitaron a Grigori Rasputin al palacio Moika. Aparentemente le sirven a Rasputin pasteles y vino tinto envenenados con cianuro, supuestamente en cantidad suficiente para matar a cinco hombres. Preocupado porque no se observaban efectos del veneno en Rasputin, Yusúpov saca una pistola y le dispara por la espalda. Pensando que Rasputin había muerto, se retiran del recinto. Yusúpov regresa al cabo de un rato a la sala y descubre que sigue vivo. Félix y los otros conspiradores le disparan a Rasputin, desde muy corta distancia tres veces más, pero este todavía continuaba tratando de incorporarse y escapar. Desesperados le pegan varias veces a Rasputin con una barra de hierro en la cabeza, lo envuelven en una sábana, lo sacan del palacio y lo arrojan al cercano río Moika helado. Supuestamente la autopsia indicó que ni el veneno, ni las múltiples heridas de bala, ni los golpes fueron la causa de su muerte, sino que murió de hipotermia. Gran parte del relato de Yusúpov es considerado improbable. 
Poco tiempo después de la muerte de Rasputin, se desencadena la Revolución rusa y una vez que los Soviets se hacen con el poder, confiscan las propiedades de los nobles. En 1925, el palacio fue transferido al Comisariado de Educación de la ciudad. Si bien la mayoría de los palacios fueron reconvertidos para usos mundanos, el Comisariado de Educación decidió preservar la mansión convirtiéndola en un museo público. En la actualidad el palacio es denominado el Palacio de la Cultura de los Educadores y también funciona como museo del asesinato de Rasputin. El patio donde Rasputin intentó huir de sus asesinos en la actualidad se encuentra ocupado por una plazoleta de juegos de un jardín de infantes.